# José Delgado Brackenbury
José Delgado Brackenbury fue un ingeniero español. Como ingeniero jefe de las obras del Puerto de Sevilla, realizó importantes infraestructuras fluviales, como el Puente de Afonso XIII y el Plan de Mejoras del Puerto a comienzos del siglo XX. 

## Biografía
En 1902 el ingeniero vasco Luis Moliní Uribarri redacta el Proyecto General de Obras de Mejora de la Ría del Guadalquivir comprendida entre Sevilla y la Desembocadura. Entre 1909 y 1926 Moliní ejecutó su plan, que fue continuado entre 1927 y 1950 por Brackenbury.
Recibió como reconocimiento de su trabajo la Orden del Mérito Civil en junio de 1949.